# Alpha Kappa Psi
Alpha Kappa Psi（ΑΚΨ），是全球最古老而且最大的商業兄弟會。Alpha Kappa Psi 又可稱為 A-K-Psi。

## 歷史
Alpha Kappa Psi 於1904年10月5日在美國紐約大學成立。至2014年為止已約有二十五萬成員分佈於世界各地。香港科技大學於2013年為首間在亞洲擁有Alpha Kappa Psi Chapter 的大學。

## 外部連結
- Alpha Kapa Psi 官網（页面存档备份，存于）